# Penaincisalia carmela
Penaincisalia carmela är en fjärilsart som beskrevs av Johnson 1990. Penaincisalia carmela ingår i släktet Penaincisalia och familjen juvelvingar. Inga underarter finns listade i Catalogue of Life.